# Stadt- und Landamt Lübeck

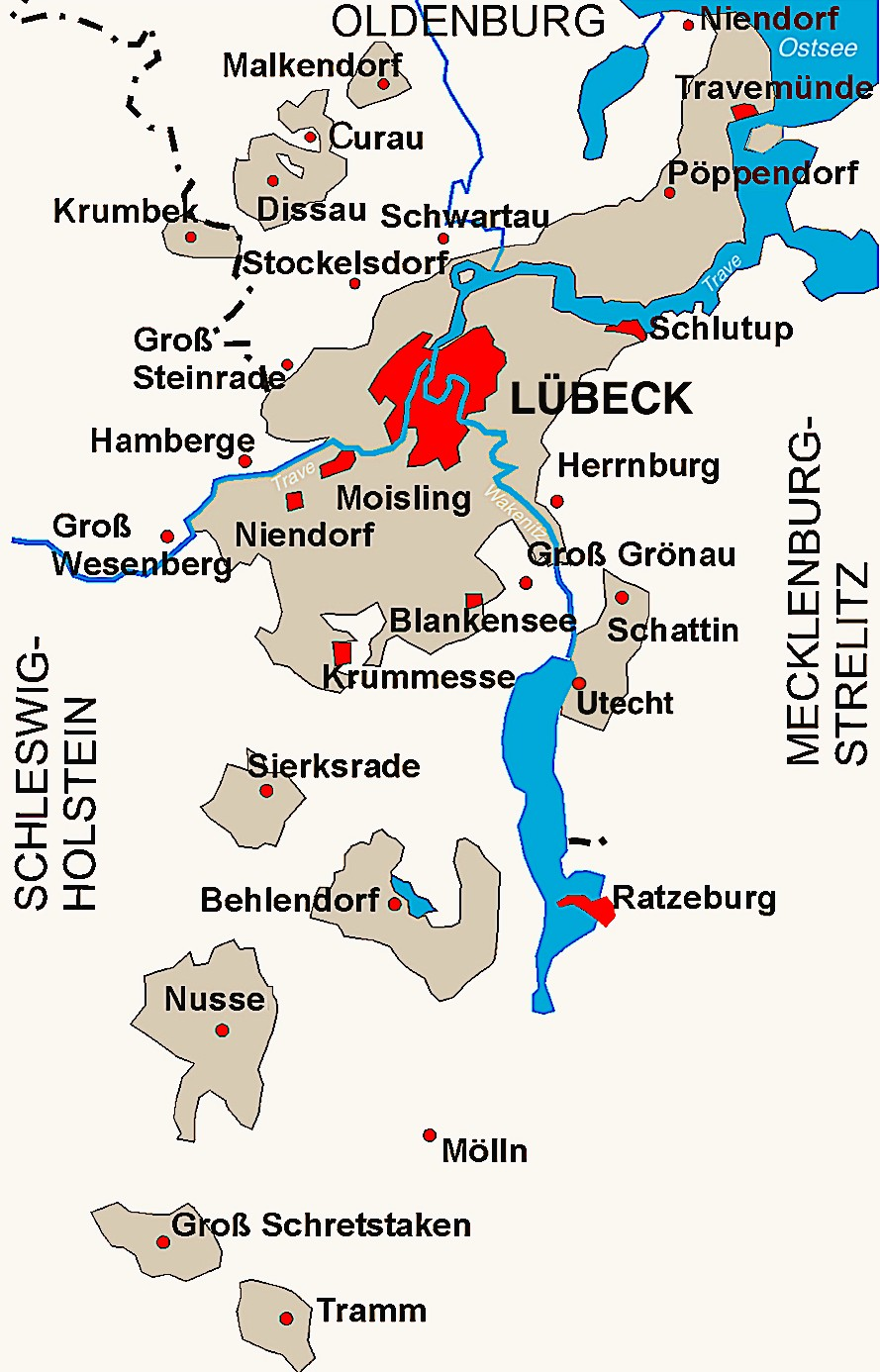
Das Staatsgebiet der Freien und Hansestadt Lübeck bis 1937 (grau)

Das Stadt- und Landamt Lübeck war eine Verwaltungsbehörde der Freien und Hansestadt Lübeck, die im Zuge der bereits seit 1815 vorgenommenen Unterscheidung zwischen dem Stadtgebiet und dem Landgebiet mit den Exklaven im Lübecker Stadtstaat entstand.
Die Bevölkerungszahl stieg auch im Land Lübeck seit Mitte des 19. Jahrhunderts zunehmend an. Im Jahr 1905 hatte die Freie und Hansestadt Lübeck eine territoriale Fläche von rund 300 km2 und 105.000 Einwohner. Das Stadt- und Landamt wurde 1871 durch Zusammenlegung der beiden bereits 1852 eingerichteten Verwaltungsbehörden Stadtamt und Landamt gebildet. Es umfasste zunächst die Stadt Lübeck und  lübeckische Besitzungen innerhalb und außerhalb der Lübecker Landwehr einschließlich der historischen Lübecker Exklaven. 1879 wurde schließlich auch das Amt Travemünde als eigenständige Verwaltungsbehörde aufgehoben und Travemünde mit den Dörfern und Höfen im Travemünder Winkel nördlich der Trave eingegliedert.

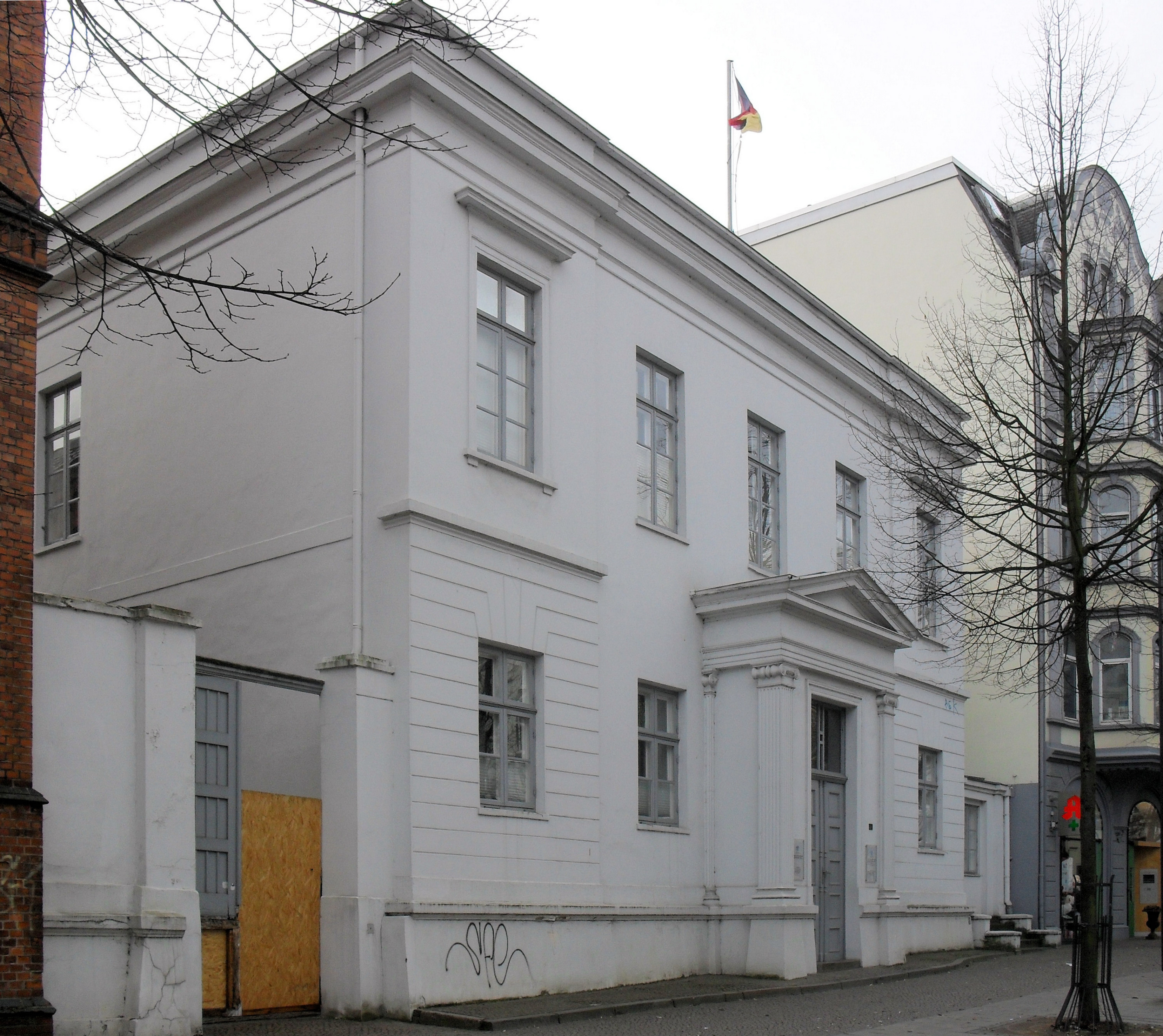
Das Haus Mühlenstraße 72

Ab 1885 hatte das Stadt- und Landamt seinen Sitz in der Mühlenstraße 72.
- Ehemaliges Stadtamt:

Stadt Lübeck mit den drei Vorstädten St.Lorenz, St.Jürgen, St.Gertrud, Besitzungen innerhalb der Lübecker Landwehr
- Ehemaliges Landamt:

Lübecker Exklaven, Besitzungen außerhalb der Lübecker Landwehr
- Ehemaliges Amt Travemünde:

Stadt Travemünde, Besitzungen nördlich der Trave

Der Lübecker Landgraben (Landwehr) seit dem 14. Jahrhundert

Auf dem Staatsgebiet der Freien und Hansestadt Lübeck bestanden die Städte Lübeck und Travemünde sowie über 40 Dörfer einschließlich der Lübecker Exklaven. 1913 wurde das zusammenhängende Gebiet ohne die Exklaven eine Einheitsgemeinde; Travemünde und Kücknitz mit dem Gebiet nördlich der Trave wurden Stadtteile von Lübeck.
Mit dem Groß-Hamburg-Gesetz von 1937 mussten die historischen Exklaven an die preußische Provinz Schleswig-Holstein ohne Ausgleich abgetreten werden. Mecklenburg erhielt für seine Exklave Hollenbek im Lauenburgischen die lübeckische Exklave Schattin/Utecht am Ratzeburger See.